# Strandby (Frederikshavn Kommune)

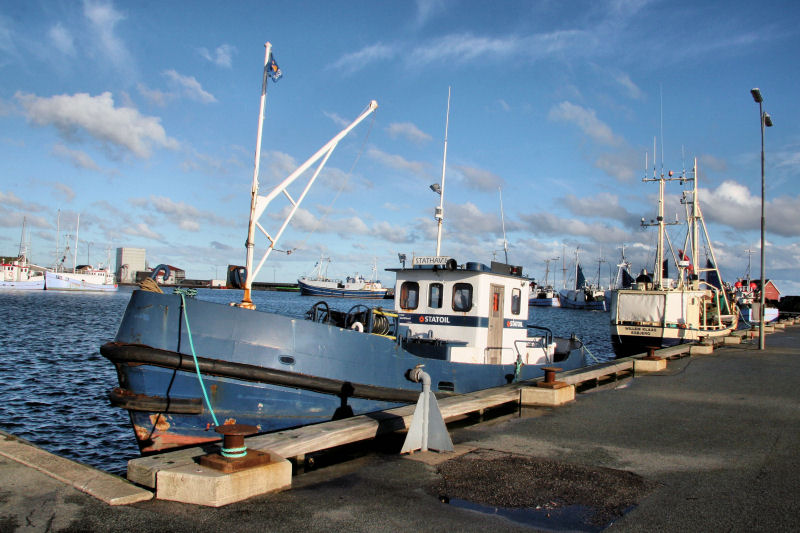
Hafen von Strandby

Strandby ist ein durch die Fischerei geprägter Ort mit 2259 Einwohnern (Stand 1. Januar 2023) im Norden Dänemarks. Strandby liegt an der Ostsee im Kirchspiel Elling (Elling Sogn), das bis 1970 zur Harde Horns Herred im damaligen Hjørring Amt gehörte. Mit der Auflösung der Hardenstruktur wurde das Kirchspiel in die Kommune Frederikshavn im neugegründeten Amt Nordjütland aufgenommen, die Kommune wiederum ging mit der Kommunalreform zum 1. Januar 2007 mit anderen Kommunen in der erweiterten Kommune Frederikshavn auf, die zur Region Nordjylland gehört.
Strandby liegt circa sechs Kilometer nördlich von Frederikshavn und etwa sieben Kilometer südöstlich von Jerup.
Der Ort ist seit 1466 bekannt und schrieb sich bis in das 19. Jahrhundert „Strand Bye“. Die meisten Einwohner bis zur Mitte des 20. Jahrhunderts waren Bauern und Fischer.
Der Ort bekam 1945 eine Schule und 1966 mit der Strandby Kirke eine eigene Kirche. Zudem steht in Strandby die größte methodistische Kirche Dänemarks. 